# Cyaniris thoria
Cyaniris thoria är en fjärilsart som beskrevs av Hans Fruhstorfer 1910. Cyaniris thoria ingår i släktet Cyaniris och familjen juvelvingar. Inga underarter finns listade i Catalogue of Life.